# 宮原積
宮原 積（みやはら つもる / せき、1823年（文政6年）- 1884年（明治17年））は、幕末の鳥取藩士・歌人、明治期の内政官僚。高山県知事、福島県権令。通称・大輔、号・海宇。

## 経歴
鳥取藩士の家に生まれる。儒者助役、学校文場吟味役、国学方、詩文方などを歴任。藩校・学館に国学局が設置された際、宮原に国学者の取立てが任され、飯田年平、新貞老、小谷古蔭などを起用した。幕末には国事に奔走。
慶応4年6月5日（1868年7月24日）、維新政府により、徴士・越後府権判事に登用された。その後、刑法官監察使、高山県知事を歴任。
明治5年1月20日（1872年2月28日）、福島県権令に転任。大区小区制を推進した。同年6月2日（7月7日）に権令を罷免された。